# Joe Lieberman
Joseph Isadore Lieberman (Stamford, Connecticut; 24 de febrero de 1942-Nueva York, 27 de marzo de 2024),  conocido como Joe Lieberman, fue un político estadounidense afiliado al Partido Demócrata de ese país.

## Biografía
Sin embargo, en las elecciones de 2006, se presentó como candidato "independiente" para poder conservar su banca. Por eso está catalogado como Independiente demócrata, sin dejar su afiliación al partido. 
A lo largo de su trayectoria ha sido reelegido tres veces al Senado de los Estados Unidos y ha sido candidato a vicepresidente de esa misma nación.
Nacido en el seno de una familia judía del estado de Connecticut, Liberman cursó la licenciatura en derecho en la Universidad de Yale. Tras diez años de servir en la legislatura local ocupó el cargo de procurador general en su estado. En 1988 ganó un escaño en el Senado de su país y desde esa fecha se ha distinguido por sus posiciones conservadoras hacia el interior de la bancada demócrata. En las polémicas elecciones federales estadounidenses del año 2000 fue compañero de fórmula de Albert Gore pero fueron derrotados por los republicanos George W. Bush y Dick Cheney. A finales de 2003 anunció su intención de buscar la candidatura de su partido a la presidencia de la nación pero tras los pobres resultados obtenidos en los comicios primarios se retiró de la contienda el 3 de febrero de 2004. 
Joseph Lieberman está casado con Hadassah Freilich, una activista estadounidense de origen checo e hija de una pareja de sobrevivientes del Holocausto. Los Lieberman son padres de cuatro hijos.
Tras la filtración de documentos diplomáticos de los Estados Unidos por parte de la organización WikiLeaks a finales de 2010, Lieberman es considerado el responsable de intentar bloquear el portal a toda costa. Consiguió que Amazon los expulsara de sus servidores. y más tarde colaboró en una reforma de ley que convertía en un delito federal la publicación del nombre de cualquier fuente de inteligencia de EE. UU.

## Lieberman vs Lamont
En 2006 Joe Lieberman recibió un duro golpe en su intento por ser reelegido senador por Connecticut, ya que en las primarias del Partido Demócrata fue vencido por el empresario Ned Lamont.
Sin embargo, Lieberman se postuló como candidato independiente, y en la elección constitucional venció por amplio margen a Lamont, gracias a una gran cantidad de votos republicanos, lo que le permitió conservar su escaño.